# Dana (Pilimpikou)
Pour les articles homonymes, voir Dana.
Dana est une localité située dans le département de Pilimpikou de la province du Passoré dans la région Nord au Burkina Faso.

## Géographie
Très excentré au sud-est du département, Dana se situe à 18 km à l'est du centre de Pilimpikou, le chef-lieu du département, à 12 km de Lantaga et à environ 30 km au sud-est de Yako.

## Santé et éducation
Dana accueille un centre de santé et de promotion sociale (CSPS) avec une maternité tandis que le centre médical avec antenne chirurgicale (CMA) de la province se trouve à Yako.
Le village possède une école primaire publique.